# Южный Коспашский
Ю́жный Кóспашский — посёлок в Пермском крае России. Входит в Кизеловский городской округ.
Ближайшая железнодорожная станция города Кизела находится в 16 км к северо-западу от посёлка. Расположен в южной части Коспашского месторождения угля.

## История
Основан в 1941 году при разработке угольной шахты. 
1 апреля 1945 года здесь вступила в строй первая очередь шахты № 33 — Капитальная, 30 декабря 1951 года — вторая очередь (с 1 октября 1971 года шахта носила название «Широковская»).
С 1949 до 1957 года был частью города Коспаш.
Указом Президиума Верховного Совета РСФСР от 5 января 1957 года из города Кизела выделены посёлок при шахте № 33-Капитальная и отнесён к категории рабочих посёлков с присвоением наименования — рабочий посёлок Южный-Коспашский[уточнить].
С 1980 года в посёлке существовал Кизеловский филиал Пермского завода электроприборов, работали филиал Кизеловской швейной фабрики и цех водоснабжения Кизеловского ремонтно-механического завода. 
С 1 июля 2009 года отнесён к сельским населённым пунктам.
С декабря 2004 года до апреля 2018 года посёлок был центром Южно-Коспашского сельского поселения Кизеловского муниципального района.

## Население
| 1959   | 1970  | 1979  | 1989  | 2002  | 2005  | 2006  | 2007  | 2009  |
| ------ | ----- | ----- | ----- | ----- | ----- | ----- | ----- | ----- |
| 13 690 | ↘9133 | ↘5920 | ↘4732 | ↘2333 | ↘2200 | →2200 | →2200 | ↘2116 |
| 2010   | 2012  | 2013  | 2014  | 2015  | 2016  | 2017  | 2018  |       |
| ↘1493  | ↘1454 | ↗1456 | ↘1433 | ↘1429 | ↘1407 | ↘1393 | ↘1333 |       |

## Экономика
- Кизеловский филиал Пермского завода электроприборов;
- филиал ООО Кизеловская швейная фабрика «Инициатива»;
- отделение почтовой связи.

## Социальная сфера
Больница (ранее — медсанчасть), аптека.
Учреждения образования представлены средней школой № 17 и детсадом.